# Rio Balindru
O Rio Balindru é um rio da Romênia afluente do rio Lotru, localizado no distrito de Vâlcea.